# 卢丹
卢丹（法語：Loudun，法語發音：[ludœ̃]），法国西部城市，新阿基坦大区维埃纳省的一个市镇，隶属于沙泰勒罗区，其市镇面积为43.77平方公里，2022年1月1日时人口数量为6,791人，在法国城市中排名第1,600位。
卢丹位于维埃纳省西北部，其市区位于一处山丘四周，历史上长期为安茹行省的一部分，现代为一个区域性的中心城市和交通枢纽，多条公路在此交汇。法国慈善家泰奥夫拉斯特·勒诺多出生于卢丹。

## 地名来源
卢丹最初以拉丁语“Lugdunum”的形式被记载，意为“鲁格的山岭”。其中“Lou”转写自鲁格，后者为高卢民族历史神话人物，“dun”则是一个常见的高卢地名后缀，意为“山丘”。

## 历史

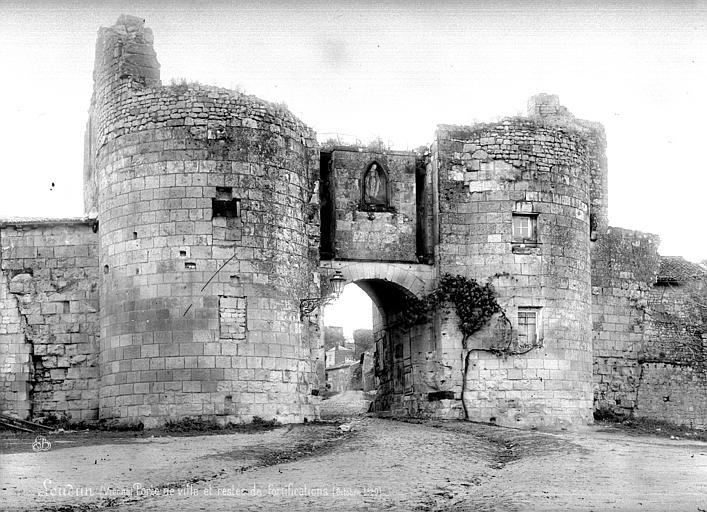
19世纪末的卢丹勒马尔特赖城门遗址

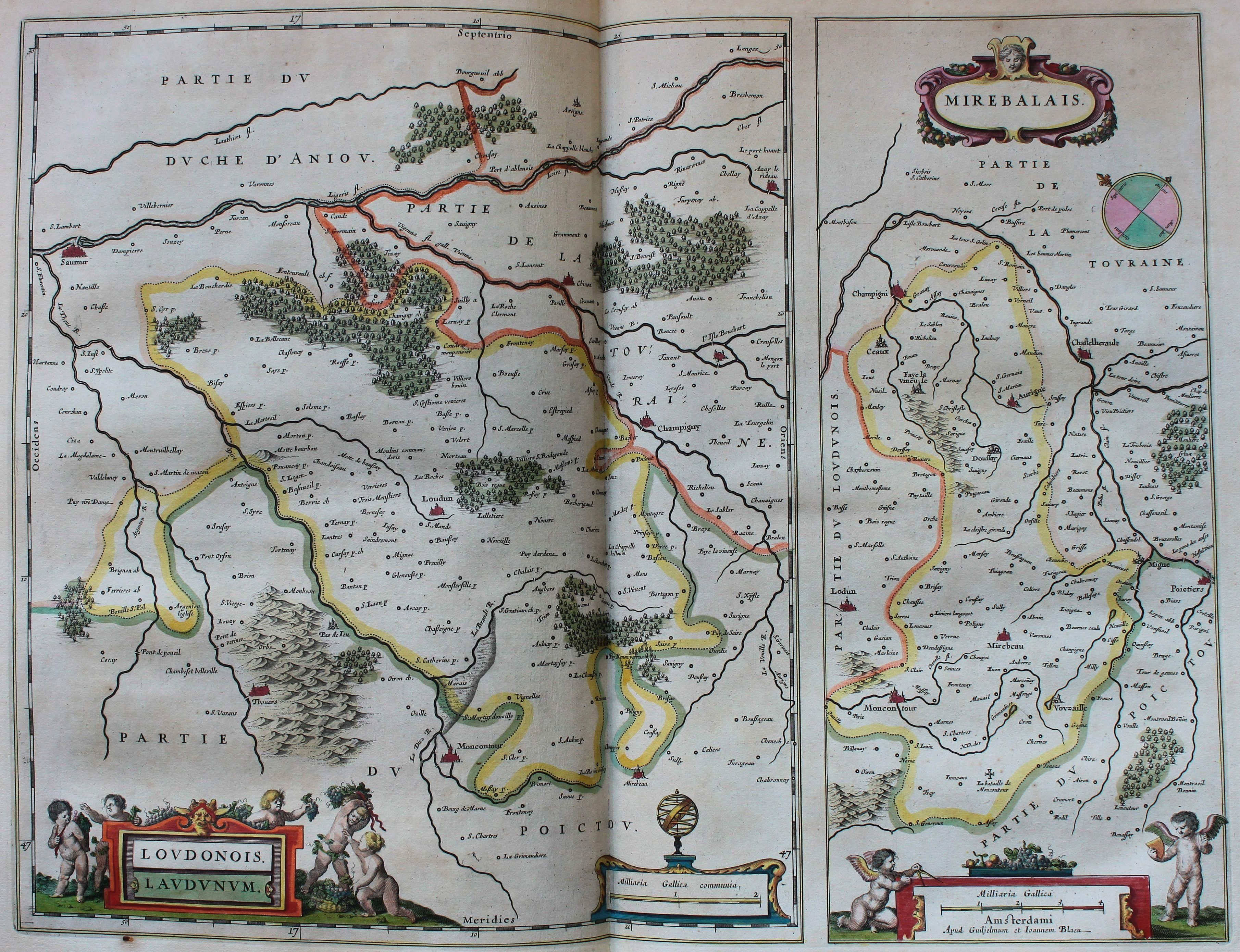
卢丹 (地区)地图

卢丹所处区域有新石器时期的人类活动遗迹分布。古典时期，高卢人的一支—皮克通人在此建立距离，并在一处高约30米的山顶上修建了城堡。中世纪初，卢丹为安茹伯爵的一处领地，该区域被称为“卢丹地区”。中世纪中期，卢丹附近被设为塞内绍塞。1204年，卢丹领主被法兰西王室继承，腓力二世看中了该区域的军事战略地位，在此修建了勒马尔特赖门（Porte du Martray）。英法百年战争期间，卢丹被英格兰军队占领，1372年，根据《卢丹条约》，卢丹及其附近多个城市重归法兰西。宗教战争期间，卢丹附近爆发多次冲突。1616年，玛丽·德·美第奇与孔代亲王亨利二世·德·波旁签署《卢丹和约》。宗教战争后，为重塑天主教威望，卢丹的天主教传教士于尔班·格朗迪埃声称卢丹城内有潜伏的反对天主教的恶魔，需要施行严厉的天主教法律才能镇压，此举使得当地天主教徒数量快速增加，其居民总数超过1.4万。17世纪30年代初，黎塞留派兵占领卢丹，于尔班·格朗迪埃被逮捕并处以火刑，象征天主教枷锁的勒马尔特赖门亦被拆除，卢丹恶魔事件就此结束。此后，随着宗教威望的丧失，当地城市有所衰落。法国大革命后，卢丹成为维埃纳省的一个市镇以及该省的一个地区行署，自1800年起成为该省的一个副省会。由于卢丹地区历史上长期与索米鲁瓦地区有着更密切的交流，因此有学者提出卢丹应该划入以安茹行省为主体的曼恩-卢瓦尔省内。工业革命期间，三条途径卢丹的铁路陆续建成，卢丹成为一个区域性的铁路枢纽。20世纪后，随着私人汽车的兴起，当地的铁路线相继关闭。1926年，卢丹副省会被撤销，卢丹区整体并入沙泰勒罗区。韦尼耶（Véniers）和罗赛（Rossay）两个市镇分别于1963年和1972年整体并入卢丹。

## 地理

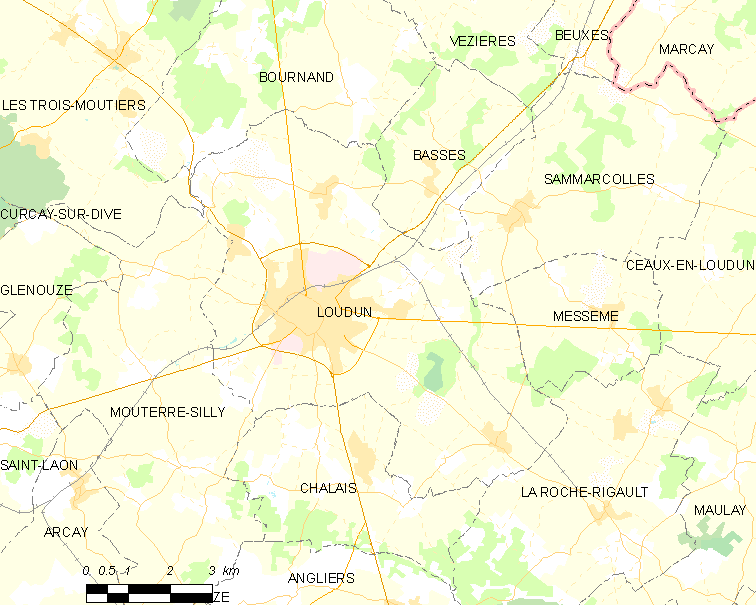
卢丹市镇范围地图

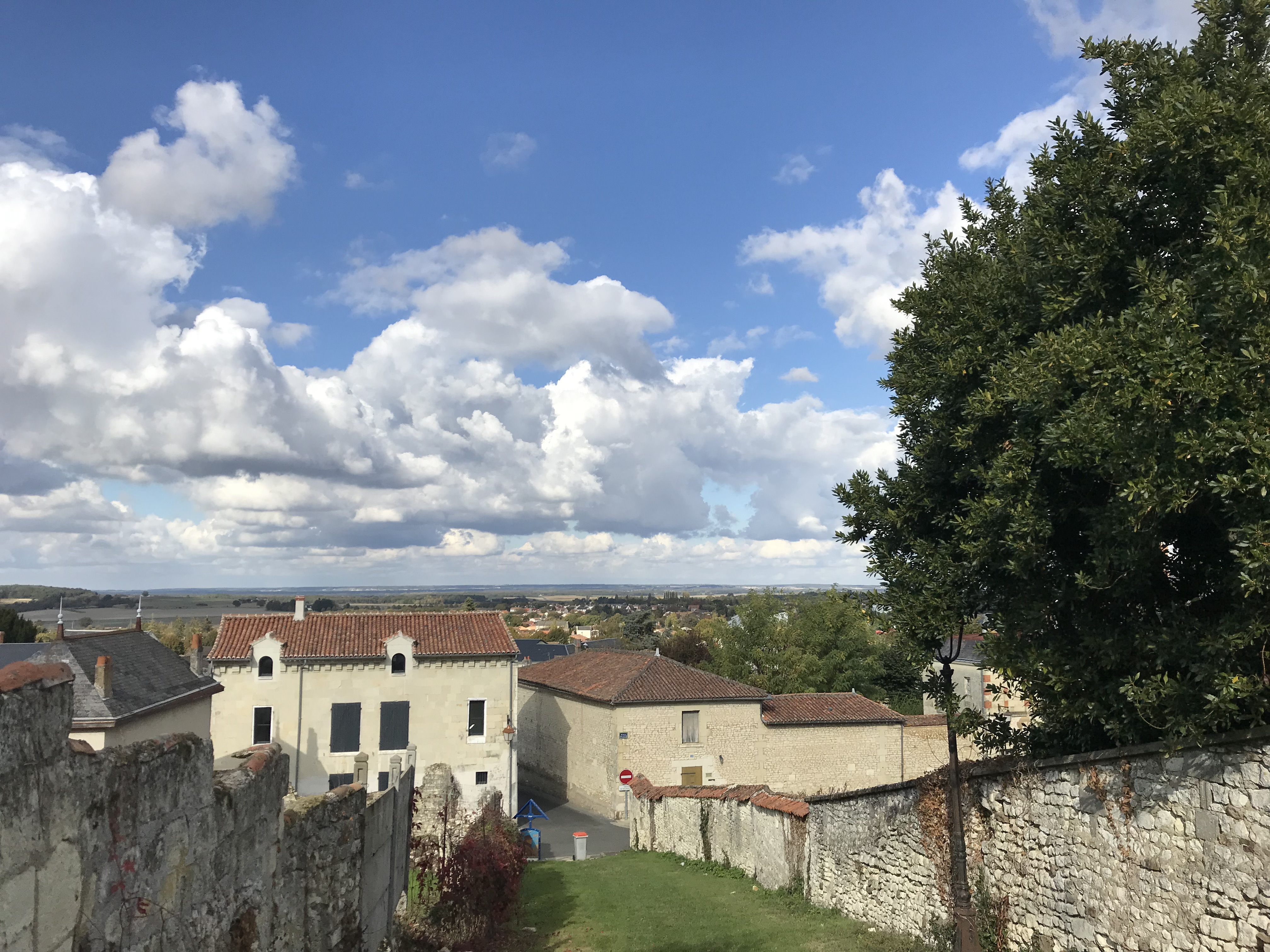
从卢丹城堡向西侧眺望

卢丹位于法国西部，新阿基坦大区北部和维埃纳省西北部，距离省会普瓦捷大约59公里。与卢丹接壤的市镇包括：莱特鲁瓦穆捷、布尔南、巴斯、萨马尔索勒、穆泰尔勒西利、梅瑟梅、沙莱和拉罗什里戈。

### 地形
卢丹附近区域被称为卢迪奈，该区域以浅丘为主，卢丹市区位于一处山丘附近，其市镇范围内的海拔在47到120米之间。

### 水文
卢丹属于卢瓦尔河流域，马尔蒂耶勒河自南向北流经市区西部。

### 植被
卢丹属于温带阔叶混交林区，卡皮桑公园（Parc des Capucins）是当地的一处城市绿地公园，林地则多分布于坡地地区。
在鲜花城市的评比中，卢丹被评为3星级鲜花城市。

### 气候
卢丹在柯本气候分类法中属于温带海洋性气候。
卢丹境内设有常年气象站，以下为该气象站的数据：
| 卢丹1981年－2019年  | 卢丹1981年－2019年 | 卢丹1981年－2019年 | 卢丹1981年－2019年 | 卢丹1981年－2019年 | 卢丹1981年－2019年 | 卢丹1981年－2019年 | 卢丹1981年－2019年 | 卢丹1981年－2019年 | 卢丹1981年－2019年 | 卢丹1981年－2019年 | 卢丹1981年－2019年 | 卢丹1981年－2019年 | 卢丹1981年－2019年 |
| 月份                | 1月                | 2月                | 3月                | 4月                | 5月                | 6月                | 7月                | 8月                | 9月                | 10月               | 11月               | 12月               | 全年               |
| ------------------- | ------------------ | ------------------ | ------------------ | ------------------ | ------------------ | ------------------ | ------------------ | ------------------ | ------------------ | ------------------ | ------------------ | ------------------ | ------------------ |
| 历史最高温 °C（°F） | 16.6 (61.9)        | 20.8 (69.4)        | 24.5 (76.1)        | 29.4 (84.9)        | 32.2 (90.0)        | 38 (100)           | 38.3 (100.9)       | 40.2 (104.4)       | 33.2 (91.8)        | 29.9 (85.8)        | 22.7 (72.9)        | 18 (64)            | 40.2 (104.4)       |
| 平均高温 °C（°F）   | 8 (46)             | 9.5 (49.1)         | 13.2 (55.8)        | 15.8 (60.4)        | 20.1 (68.2)        | 23.6 (74.5)        | 25.8 (78.4)        | 26.1 (79.0)        | 22 (72)            | 17.1 (62.8)        | 11.4 (52.5)        | 8 (46)             | 16.7 (62.1)        |
| 日均气温 °C（°F）   | 5.2 (41.4)         | 5.9 (42.6)         | 8.7 (47.7)         | 10.8 (51.4)        | 14.8 (58.6)        | 17.9 (64.2)        | 19.9 (67.8)        | 20.1 (68.2)        | 16.5 (61.7)        | 13 (55)            | 8.2 (46.8)         | 5.2 (41.4)         | 12.2 (54.0)        |
| 平均低温 °C（°F）   | 2.3 (36.1)         | 2.3 (36.1)         | 4.1 (39.4)         | 5.7 (42.3)         | 9.4 (48.9)         | 12.2 (54.0)        | 14 (57)            | 14.2 (57.6)        | 11.1 (52.0)        | 8.9 (48.0)         | 5 (41)             | 2.5 (36.5)         | 7.6 (45.7)         |
| 历史最低温 °C（°F） | −14 (7)            | −14.3 (6.3)        | −9.6 (14.7)        | −3.3 (26.1)        | 0.2 (32.4)         | 3.5 (38.3)         | 7.1 (44.8)         | 6.8 (44.2)         | 2.7 (36.9)         | −3.7 (25.3)        | −8 (18)            | −10.5 (13.1)       | −14.3 (6.3)        |
| 平均降水量 mm（）   | 55.8 (2.20)        | 44.4 (1.75)        | 44.6 (1.76)        | 53 (2.1)           | 48.9 (1.93)        | 38.9 (1.53)        | 49.2 (1.94)        | 44.2 (1.74)        | 48.5 (1.91)        | 65.3 (2.57)        | 70.9 (2.79)        | 63.8 (2.51)        | 627.5 (24.70)      |
| 月均日照時數        | 86.8               | 101.1              | 145.3              | 194.2              | 218.8              | 265.7              | 254.4              | 234.8              | 204.9              | 134                | 82                 | 61                 | 1,983              |
| 来源：infoclimat.fr |                    |                    |                    |                    |                    |                    |                    |                    |                    |                    |                    |                    |                    |

## 行政区划
卢丹的市镇编号为86137，邮政编号为86200。
在行政管理方面，卢丹隶属于法国新阿基坦大区维埃纳省沙泰勒罗区；在地方选举方面，卢丹是卢丹县的中央投票站所在地，其市镇范围全境被划入维埃纳省第四选区；在社会管理方面，卢丹是卢丹地区市镇公共社区的办公驻地。
截至2023年8月，卢丹市镇范围内暂无城市敏感街区及城市政策优先街区。
法国国家统计与经济研究所（简称）在进行数据统计时，将卢丹单独设为卢丹城市核心区，并将包括核心区在内的周边共6个市镇划为卢丹城市区（Aire urbaine de Loudun）。自2020年起，卢丹城市区被包含25个市镇的卢丹城市辐射区代替。此外，还将卢丹市镇分为了4个“块区”（IRIS），以便于统计人口分布情况。

## 交通

### 公路
维埃纳省省道D14线、D47线、D60线、D61线、D63线、D147线、D168线、D347线和D759线在卢丹境内交汇。新阿基坦大区下属的城际客运提供巴士线路，可前往普瓦捷、沙泰勒罗及希农。
| 25 | 45 |

| 26 | 46 |

| 5 | 33 |

| 普瓦捷 | 59 |

| 沙泰勒罗 | 46 |

| 米尔博 | 27 |

| 索米尔 | 35 |

| 蒙特勒伊贝莱 | 24 |

| 图阿尔 | 26 |

| 图尔 | 72 |

| 希农 | 25 |

| 黎塞留 | 19 |

2018年，67%的卢丹家庭拥有至少一辆私人汽车。2019年，卢丹境内共发生各类交通事故6起，造成11人受伤。

### 铁路

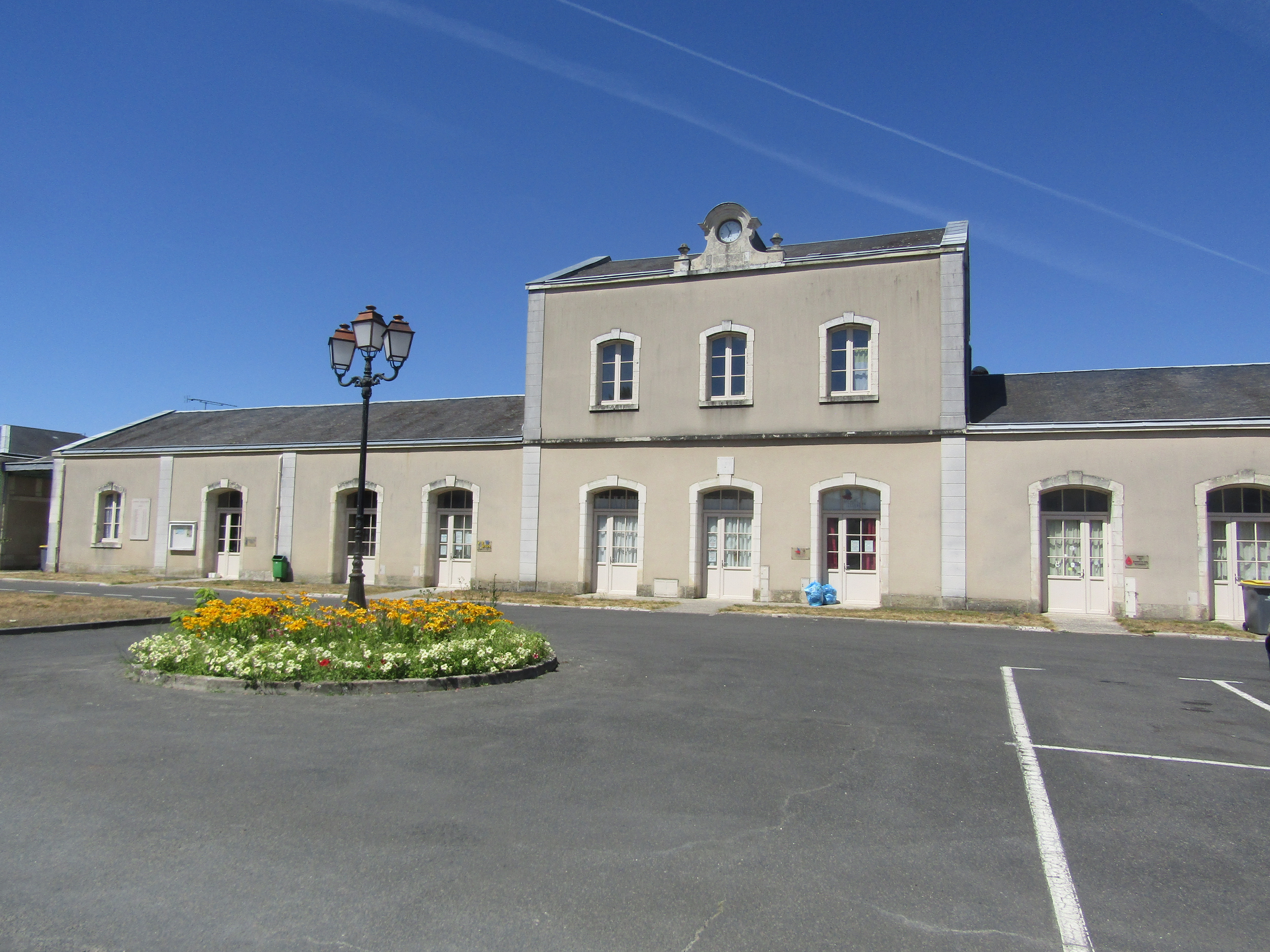
卢丹火车站旧址

卢丹位于莱萨布勒多洛讷－图尔、卢丹－昂热和卢丹－沙泰勒罗三条铁路的交汇处，其卢丹附近的路段均已关闭。
距离卢丹最近的运营中的客运铁路车站为24公里外的蒙特勒伊贝莱站，该站停靠往返于布雷叙尔和图尔一线的区域列车。

### 航空
距离卢丹最近的民用航空站为普瓦捷机场，距离卢丹市中心的公路里程约55公里。

### 城市公共交通
截至2022年3月，卢丹暂无城市公共交通系统。

## 政治

### 市政内阁

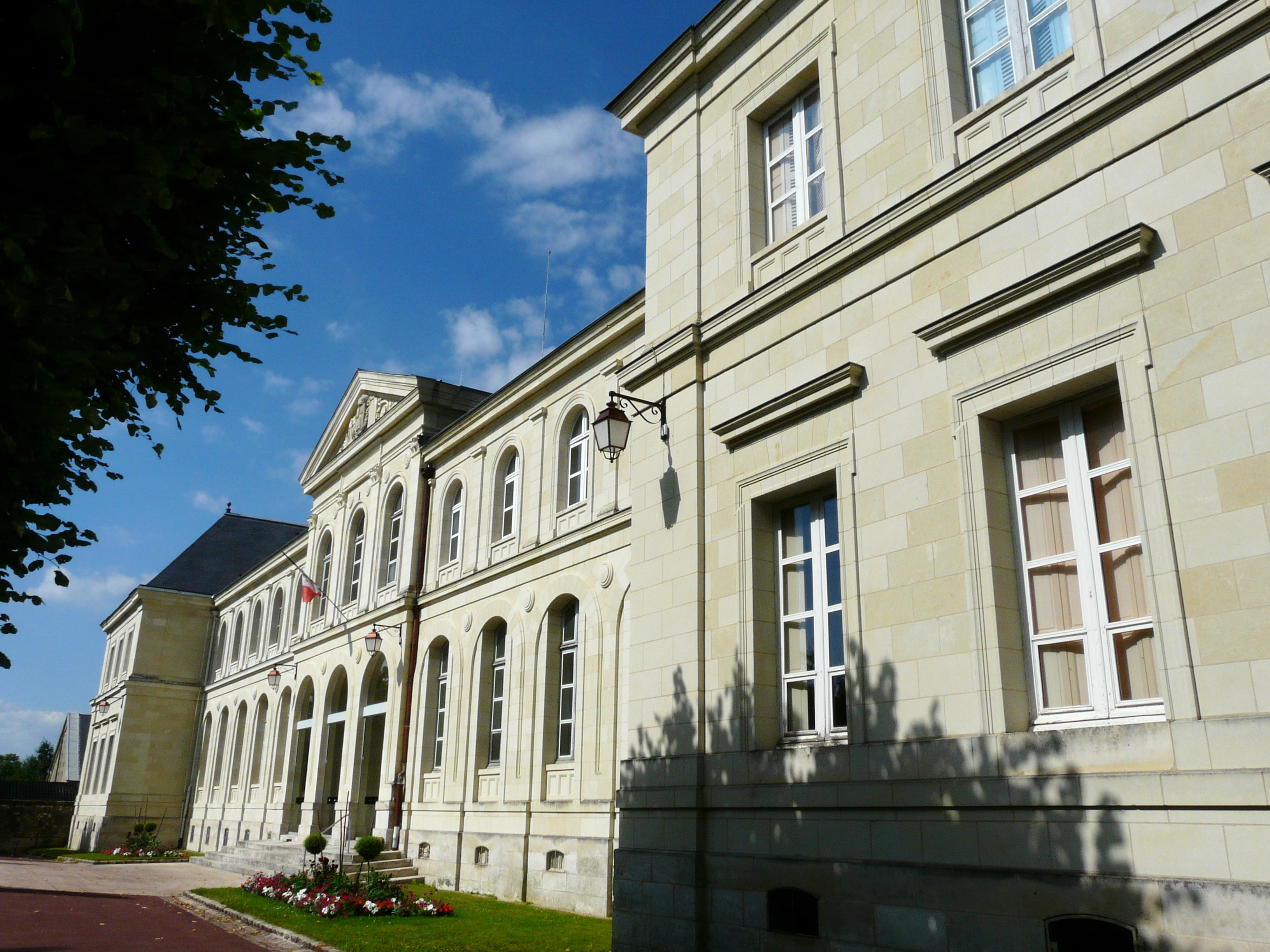
卢丹市政厅

卢丹的现任市长为若埃尔·达扎斯先生（Joël Dazas），他是一名右翼无党派人士，在2020年的市政选举中获得了76.63%的支持率。
| 卢丹历届市长   | 卢丹历届市长                             | 卢丹历届市长                                     |
| 任期           | 市长                                     | 党派                                             |
| -------------- | ---------------------------------------- | ------------------------------------------------ |
| 1944年－1947年 | Jean MANNET 让·马内                      | RAD激进党 →DVD右翼无党派人士                     |
| 1947年－1959年 | Marc GODRIE 马克·戈德里                  | 不详                                             |
| 1959年－1999年 | René MONORY 勒内·莫诺里                  | CD法国民主中心 →UDF法国民主联盟 →CDS社会民主中心 |
| 1999年－2001年 | Jean-Pierre FREDAIGUE 让-皮埃尔·弗勒代格 | DVD右翼无党派人士                                |
| 2001年－2008年 | Jean TOURET 让·图雷                      | UDF法国民主联盟 →UMP人民运动联盟                 |
| 2008年－2014年 | Elefthérios BENAS 埃莱夫塞里奥斯·贝纳斯  | DVD右翼无党派人士 →UMP人民运动联盟               |
| 2014年－       | Joël DAZAS 若埃尔·达扎斯                 | DVD右翼无党派人士                                |

### 各级选举
| 卢丹历届投票选举结果 | 卢丹历届投票选举结果 | 卢丹历届投票选举结果 | 卢丹历届投票选举结果 | 卢丹历届投票选举结果         | 卢丹历届投票选举结果 | 卢丹历届投票选举结果 | 卢丹历届投票选举结果         | 卢丹历届投票选举结果 | 卢丹历届投票选举结果 |
| 选举项目             | 选举范围             | 选区单位             | 选举结果             | 选举结果                     | 选举结果             | 选举结果             | 选举结果                     | 选举结果             | 参考资料             |
| 选举项目             | 选举范围             | 选区单位             | 第一轮胜出者         | 第一轮胜出者                 | 支持率               | 第二轮胜出者         | 第二轮胜出者                 | 支持率               | 参考资料             |
| -------------------- | -------------------- | -------------------- | -------------------- | ---------------------------- | -------------------- | -------------------- | ---------------------------- | -------------------- | -------------------- |
| 2017年法國總統選舉   | 法國                 | 市镇                 |                      | 玛丽娜·勒庞                  | 24.89%               |                      | 埃马纽埃尔·马克龙            | 62.02%               | [ 28 ]               |
| 2017年法国立法选举   | 维埃纳省第四选区     | 市镇                 |                      | 尼古拉·蒂尔夸                | 30.16%               |                      | 安娜-弗洛朗丝·布拉           | 51.25%               | [ 28 ]               |
| 2019年欧洲议会选举   | 法國                 | 市镇                 |                      | 若尔当·巴尔代拉              | 28.05%               | （不适用）           | （不适用）                   | （不适用）           | [ 29 ]               |
| 2021年法国省级选举   | 维埃纳省             | 县                   |                      | 布吕诺·伯兰 玛丽-詹娜·贝拉米 | 64.42%               |                      | 布吕诺·伯兰 玛丽-詹娜·贝拉米 | 76.45%               | [ 30 ]               |
| 2021年法国省级选举   | 维埃纳省             | 市镇                 |                      | 布吕诺·伯兰 玛丽-詹娜·贝拉米 | 66.32%               |                      | 布吕诺·伯兰 玛丽-詹娜·贝拉米 | 79.29%               | [ 30 ]               |
| 2021年法国大区选举   |                      | 市镇                 |                      | 阿兰·鲁塞                    | 23.68%               |                      | 阿兰·鲁塞                    | 33.26%               | [ 31 ]               |
| 2022年法国总统选举   | 法國                 | 市镇                 |                      | 玛丽娜·勒庞                  | 29.18%               |                      | 埃马纽埃尔·马克龙            | 52.31%               | [ 28 ]               |
| 2022年法国立法选举   | 维埃纳省第四选区     | 市镇                 |                      | 尼古拉·蒂尔夸                | 41.77%               |                      | 尼古拉·蒂尔夸                | 57.14%               | [ 28 ]               |

## 人口
2020年，卢丹市镇人口数量为6,702，在法国排名第1,600位。其中男性3,146人，女性3,566人，75岁及以上人口占13.8%，外籍人口数量为171人，人口密度为153人/平方公里，当地居民被称为（男性）或（女性）。2020年，卢丹境内出生47人，死亡人口111人。
| 卢丹1901年－2020年人口变化情况 |
|                                |
| 数据来源：Cassini、INSEE       |

## 经济
卢丹是一个区域性的中心城市。截止2022年3月，卢丹市镇范围内共有各类用人单位（包含自雇）1,018家，平均历史为19年，其中98.53%为中小型企业（PME）。（外科手术器械）、（公路货运）及（存储设备生产）是当地2020年营业额最高的三个企业，分别为6,881,774欧元、6,457,660欧元和6,298,625欧元。

## 财政与居民收入
2020年，卢丹的财政收入总额为9,632,690欧元，财政支出总额为9,904,020欧元，当年的债务总额为7,697,160欧元。2021年，卢丹共获得1,485,536欧元的国家财政补助，比上一年增加了2.27%。
2019年，卢丹的人均月收入总额为1,843欧元，其中高级职员为3,675欧元，低于法国平均水平（4,230欧元）；中级职员为2,158欧元，低于法国平均水平（2,411欧元）；普通职员为1,614欧元，亦低于法国平均水平（1,740欧元）。
2020年，卢丹境内的贫困率为17%，青壮年（15至64岁）失业率为16.6%；2022年，卢丹35.1%的家庭拥有纳税资格，平均纳税2,142欧元，低于法国平均水平（4,393欧元）。

## 社会事务

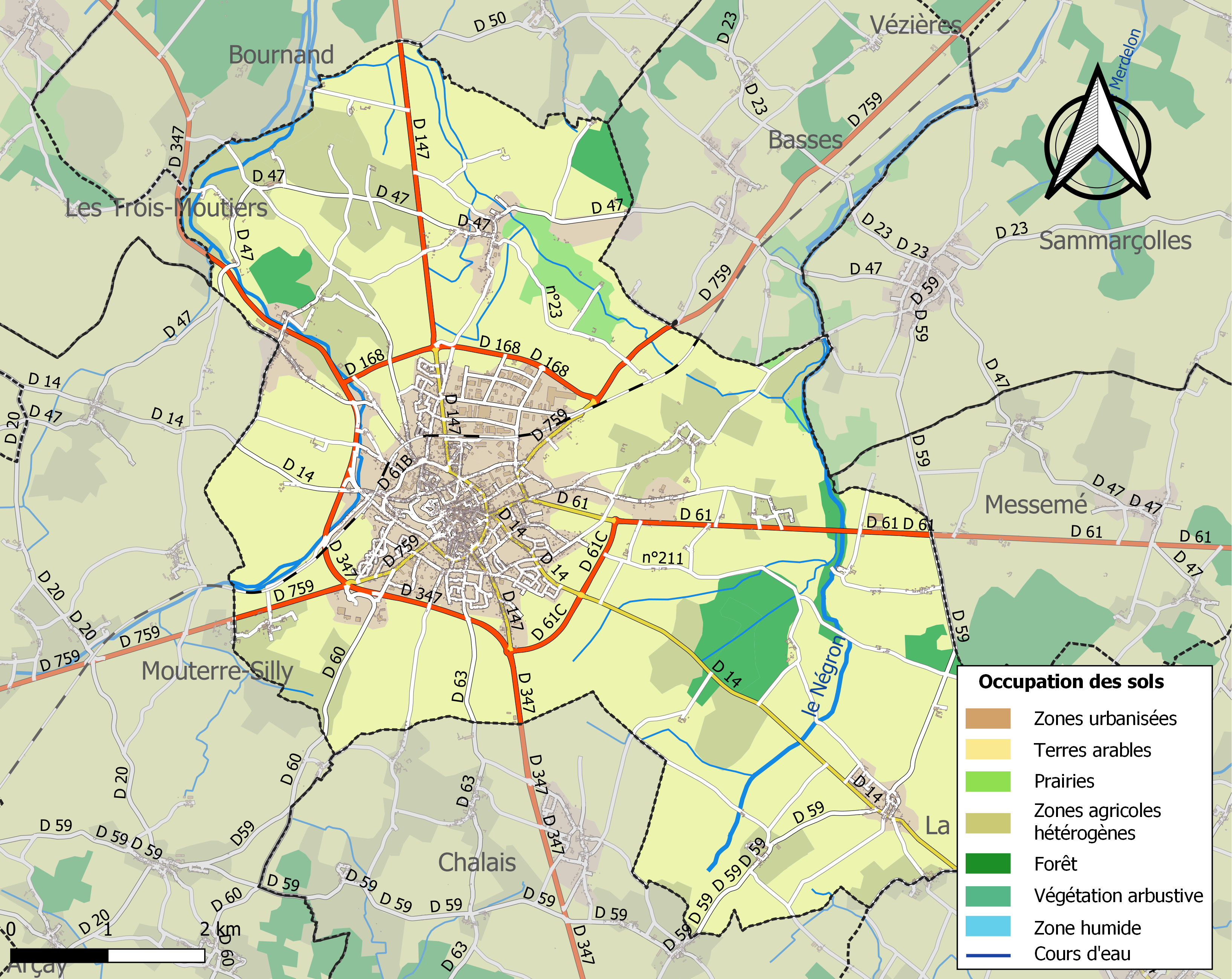
卢丹土地利用情况地图

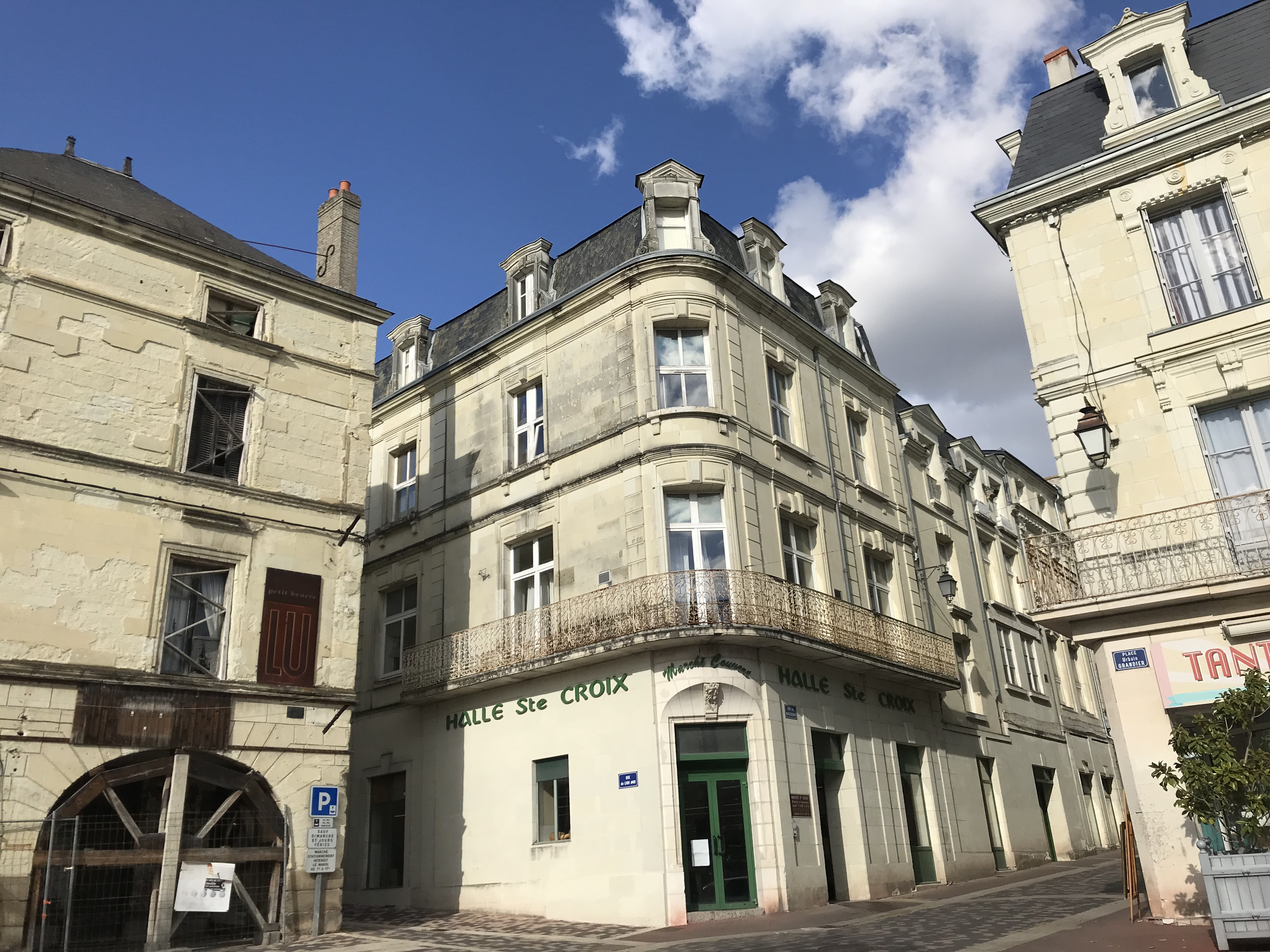
于尔班·格朗迪埃广场附近的建筑

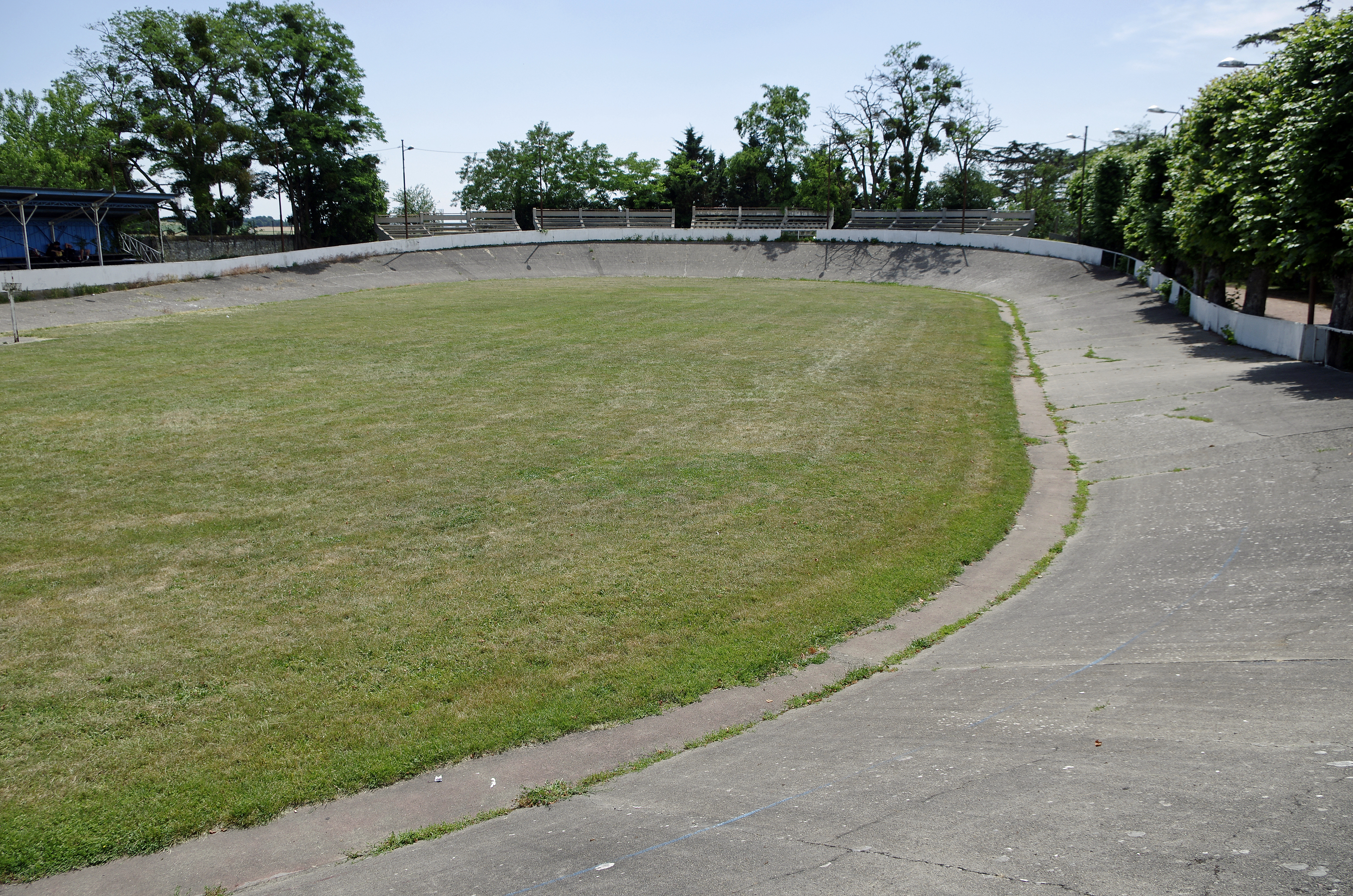
卢丹单车赛场

### 教育
卢丹属于普瓦捷学区。截止2020年1月1日，卢丹境内共有2所幼儿园、3所小学、2所初级中学、1所普通高中和1所职业高中。2018至2019学年度，卢丹境内共有在校中等教育阶段学生1,222名。

### 医疗
截止2020年1月1日，卢丹境内共有全科医生6名、保健师4名、牙医4名、护士9名、眼科医生1名和皮肤科医生1名。境内共有药房4家、养老院3家、残疾人帮扶中心3家。
北部维埃纳省医疗集团（Groupement Hospitalier Nord Vienne）是法国的一个区域性医疗机构，其主病区位于卢丹市区，设有床位158个，是当地规模最大的公立综合性医院。

### 住房
2018年，卢丹境内共有各类住房4,089套，其中75.3%为独立式居民区，23.3%为集中式居民区。常住房屋占卢丹市镇范围内居民建筑总量的80.1%。
在住房保障政策方面，2020年，卢丹境内共有747户家庭获得了住房经济补助，受益人数占总人口数量的11.1%，其中719份为房租补助。

### 商业
2019年，卢丹境内共有各类实体商铺186家，其中餐厅21家、大型超市6家、杂货店2家、面包房5家、肉铺1家、书店1家、装饰品店2家、银行门店6家、美容美发店16家、汽车维修店27家。市区西南部建有Super U大型购物超市。

### 体育
2020年，卢丹境内共有2家游泳池、3间体育馆、1座综合体育场、4处网球场、1处马术场、3处足球或橄榄球场以及1处篮球或排球场。
截至2022年3月，卢丹足球俱乐部（Football Club de Loudun，编号513480）是当地唯一的注册足球俱乐部，其主队2023至2024赛季参加维埃纳省足球联赛丙组（法国第十一级别），其主场让·蒂尔西尼体育馆（Gymnase Jean Tursini）位于市区东北部。

### 环境
卢丹的环境事务由其所属的卢丹地区市镇公共社区负责。2019年，卢丹境内暂无污染企业。

### 治安
2019年，卢丹市镇范围内共有1处宪兵队。
卢丹所在地是沙泰勒罗国家宪兵队（zone gendarmerie de Châtellerault）的管辖范围。2020年，该宪兵队辖区内共91个市镇累计发生各类案件1,991起，其中盗窃类案件881起，经济类案件332起，毒品交易类案件123起。

## 文化
2020年，卢丹境内共有1家电影院和2家博物馆。卢丹市政府提供多媒体中心，每周二至六向公众开放。

### 建筑
卢丹境内有多处历史建筑，其中卢丹城堡碉楼、圣伯多禄教堂等为法国国家文物保护单位。

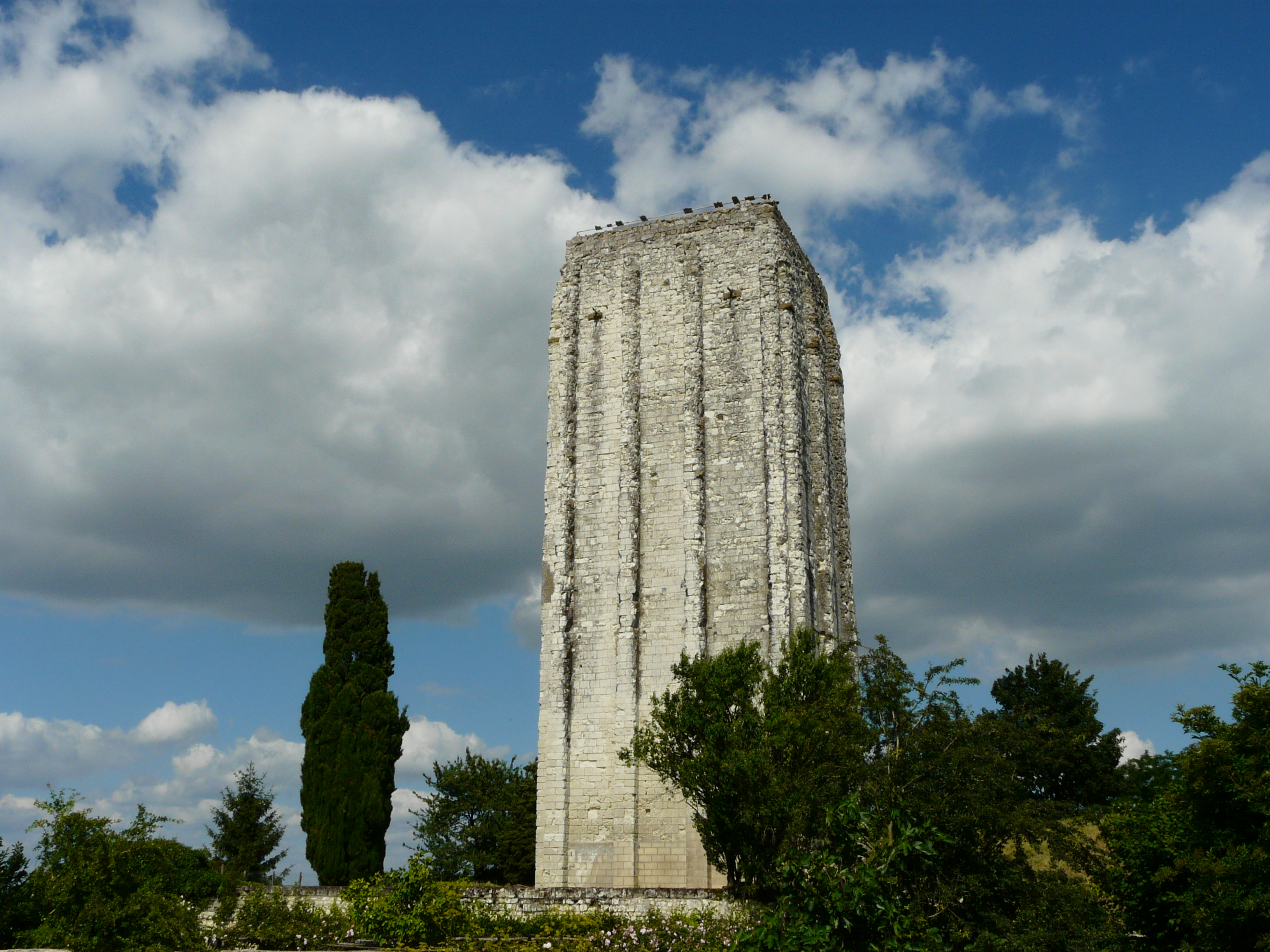
卢丹城堡（法语：Château de Loudun）碉楼
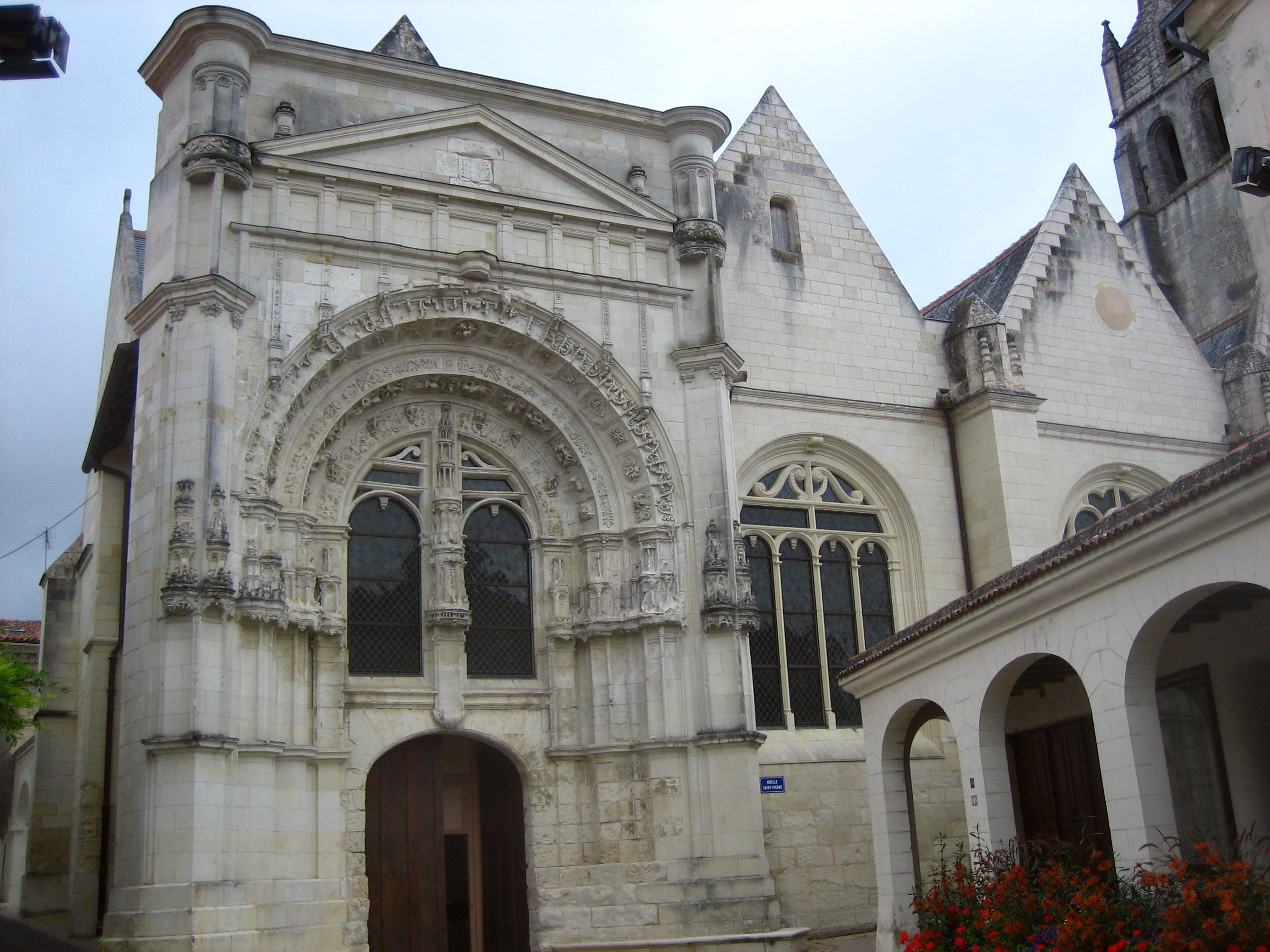
圣伯多禄教堂（法语：Église Saint-Pierre de Loudun）
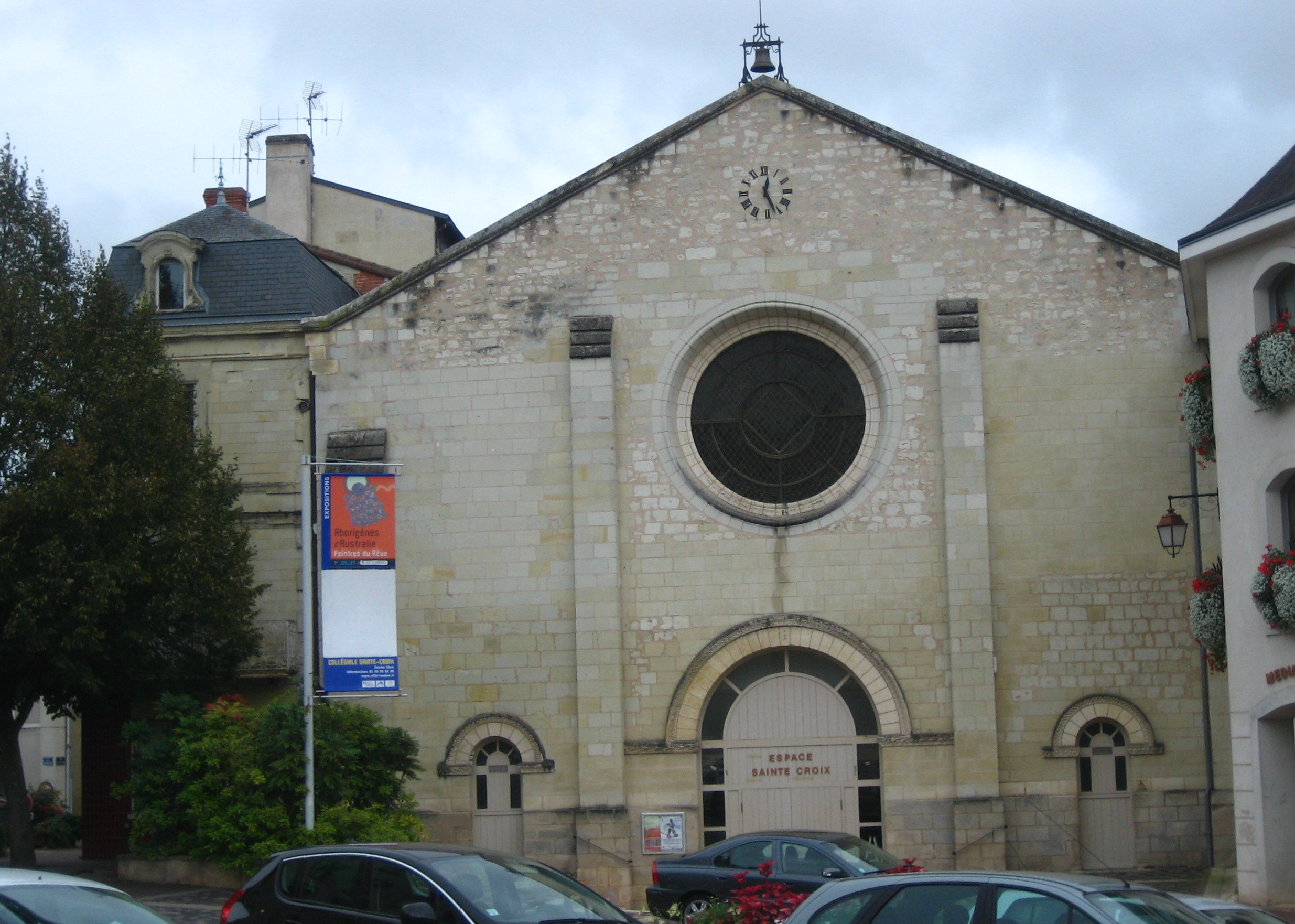
圣十字教堂（法语：Église Sainte-Croix de Loudun）
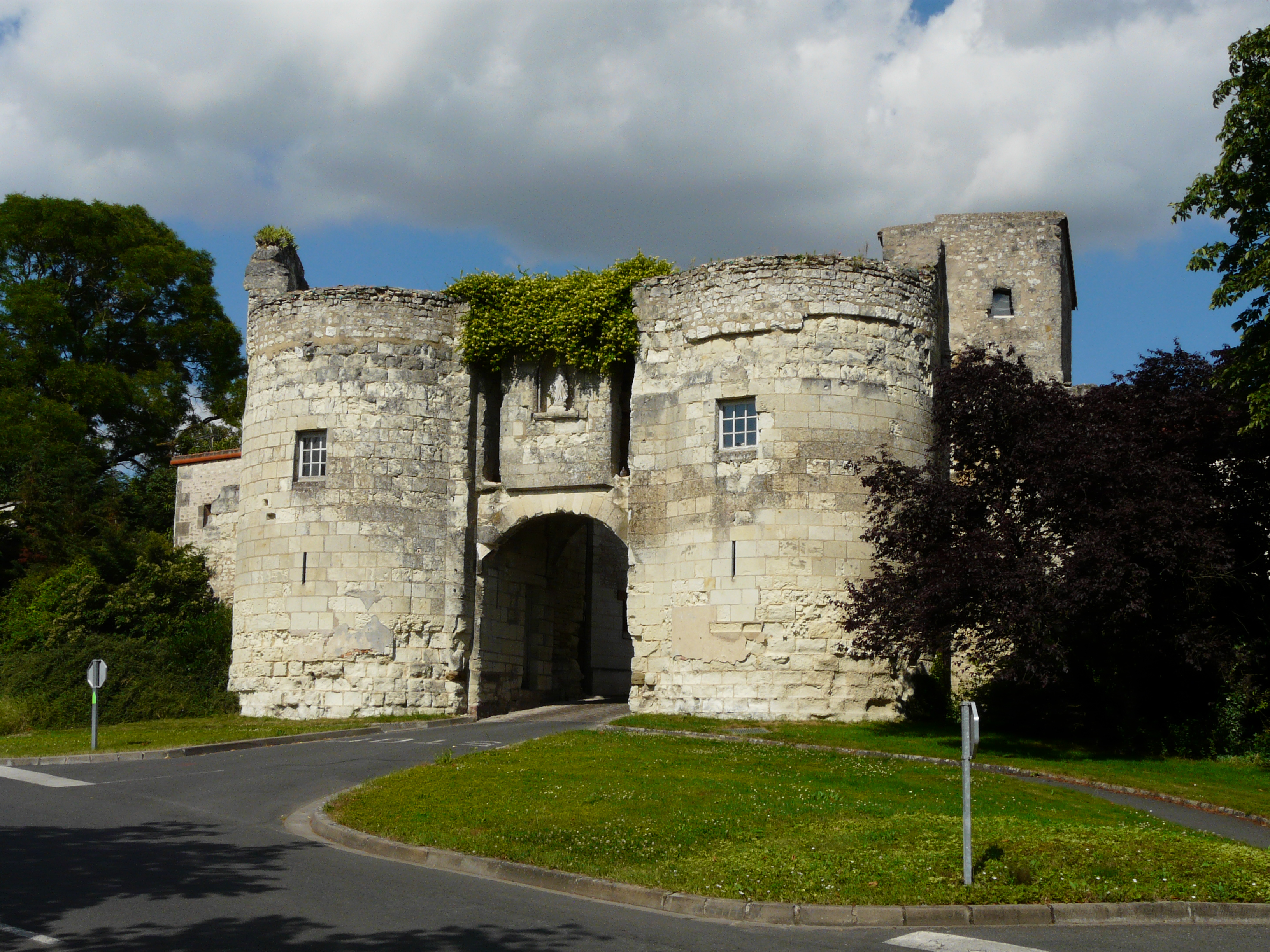
勒马尔特赖门
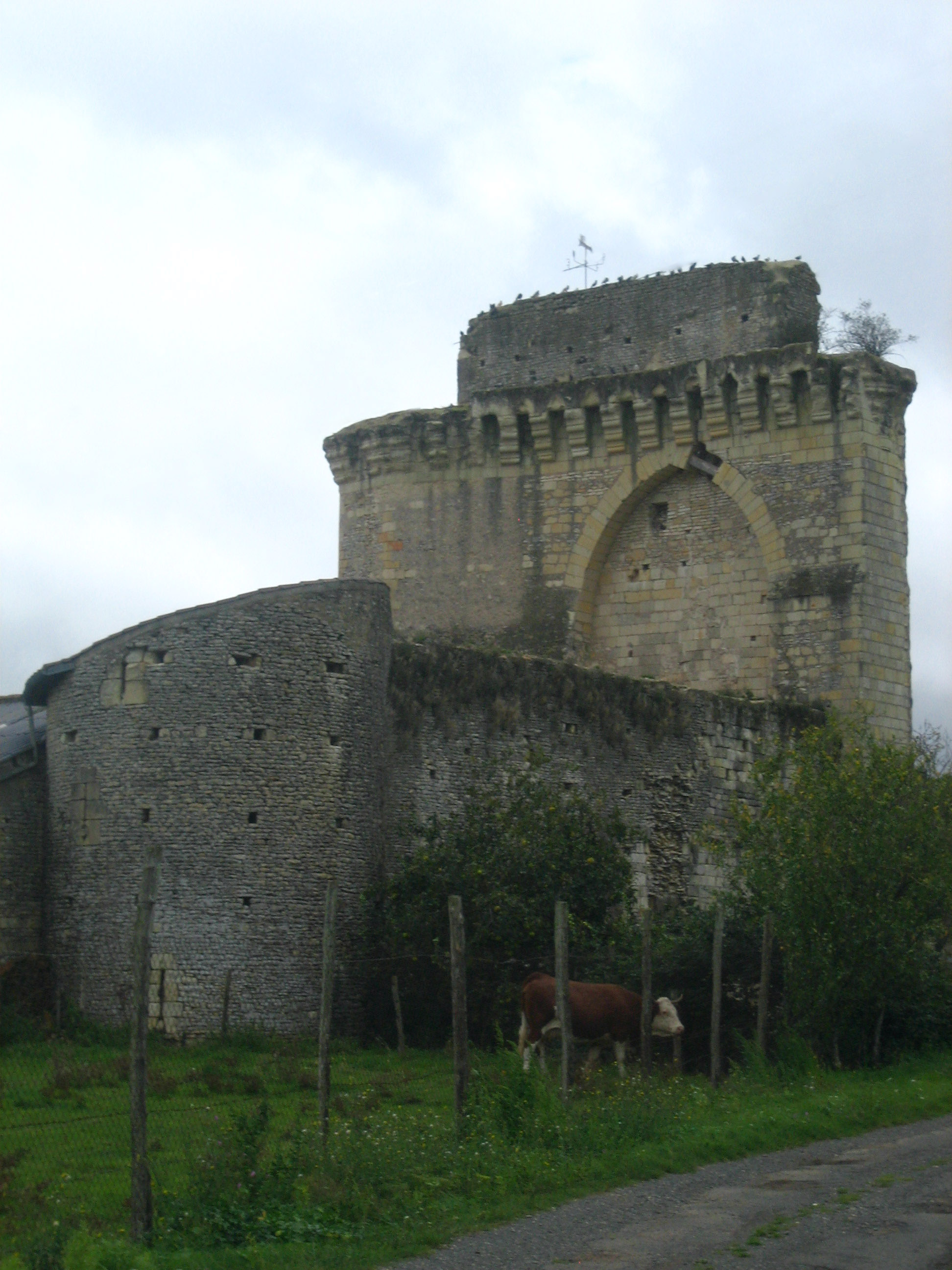
古尔芒城堡
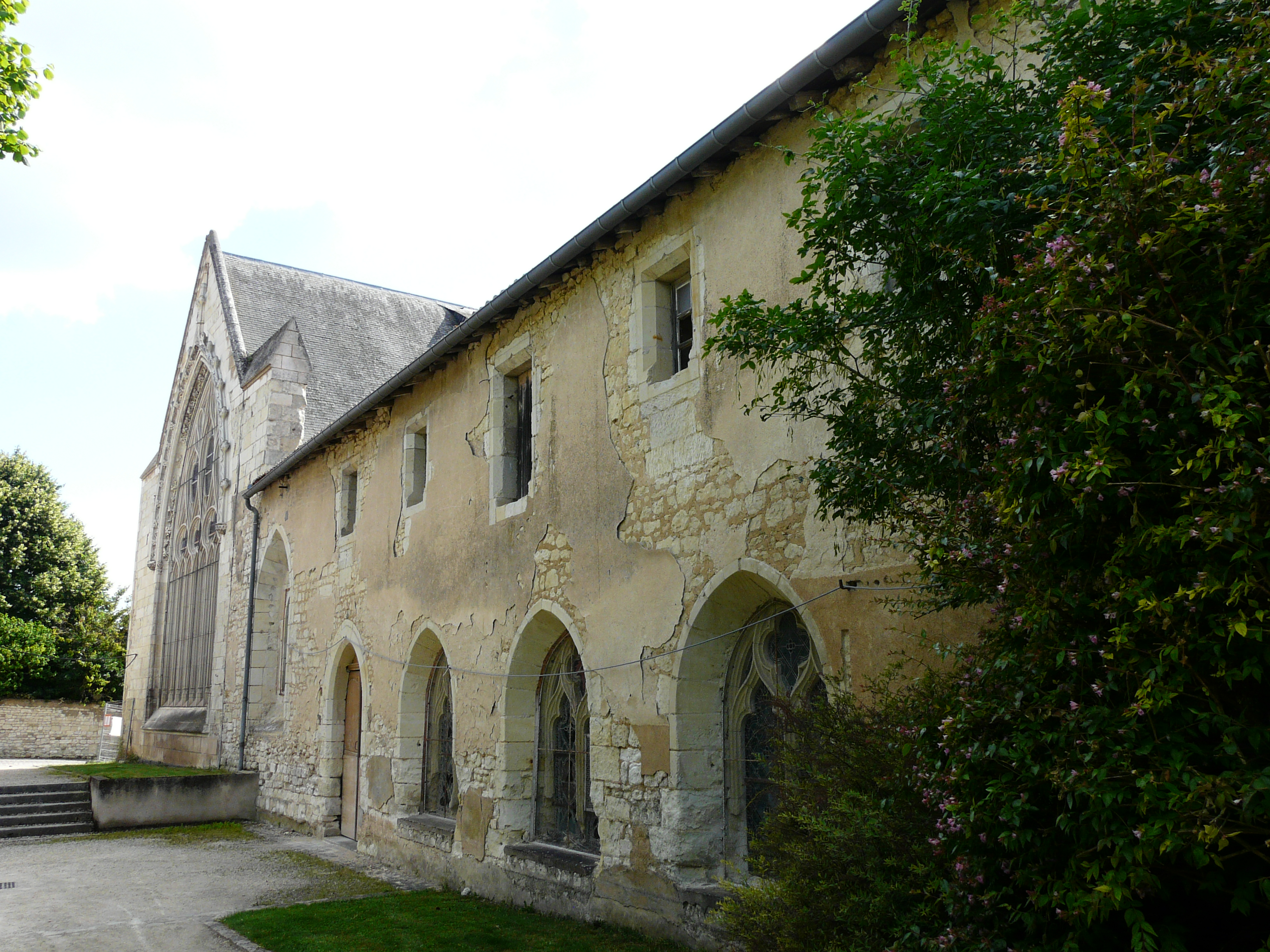
教会
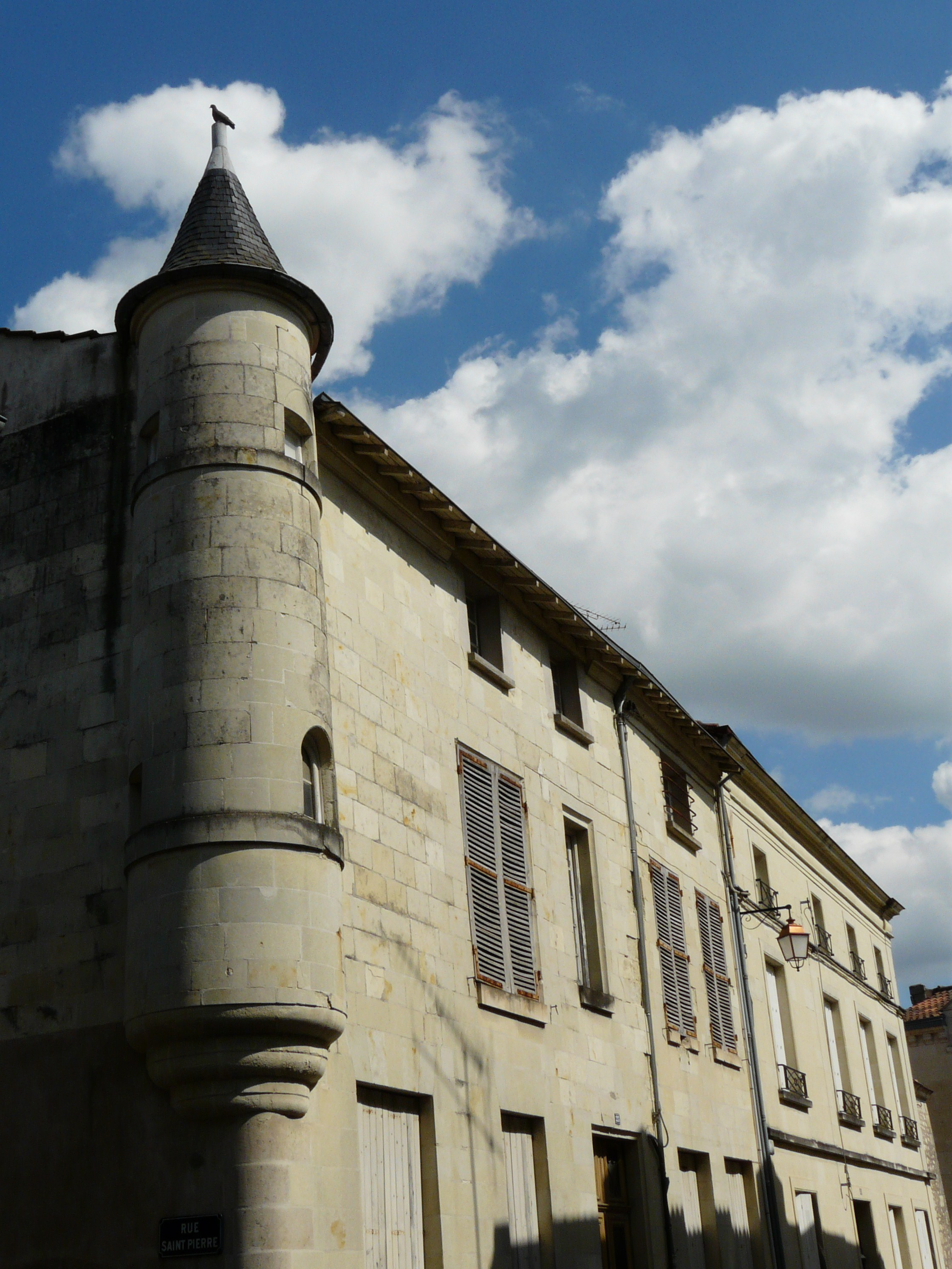
塔楼

### 旅游
卢丹的旅游事务由其所属的卢丹地区市镇公共社区负责。2021年，卢丹境内共有2家酒店共计41间房间；另有1个露营地，可容纳共19辆露营车。

### 媒体
法国主要的媒体均可在卢丹接收，法国电视三台下属的新阿基坦大区频道在部分时段播出卢丹所在维埃纳省的地方新闻。当地的主要地方性媒体包括《维埃纳省中央报》、《中西部新共和国报》、蓝色法兰西普瓦图广播等。

## 相关人物
法国慈善家泰奥夫拉斯特·勒诺多出生于卢丹，当地多处公共建筑以其命名。
除此之外，出生于卢丹的主要人物还有天文学家伊斯马埃尔·布利奥、天主教传教士若望-嘉禄·高尔内、历史学家泽维尔·巴尔比耶·德蒙托和政治家勒内·莫诺里等。

## 友好城市
截至2022年3月，卢丹共与六座城市互为友好城市关系：
- 比利时 勒兹昂埃诺
- 法國 欧丹勒蒂什
- 西班牙 布尔戈斯
- 美国 蒂博
- 加拿大 希皮根（英语：Shippagan）
- 布吉納法索 瓦加杜古